# Ryan Birch
Ryan Alexander Birch (ur. 14 kwietnia 1969 w Kingston upon Hull, zm. 19 marca 2013 w Nassau) – brytyjski judoka. Dwukrotny olimpijczyk. Trzynasty w Barcelonie 1992 i dwudziesty pierwszy w Atlancie 1996. Walczył w kategorii 78–86 kg. Czterokrotny medalista mistrzostw Europy; złoty w 1994 roku.
Mąż judoczki Roweny Sweatman, siódmej zawodniczki turnieju judo w Atlancie 1996.
Zginął w wypadku samochodowym na Bahamach.
- Turniej w Barcelonie 1992 – 78 kg

Przegrał z Zsoltem Zsoldosem z Węgier i Johanem Laatsem z Belgii.
- Turniej w Atlancie 1996 – 86 kg

Przegrał z Darcelem Yandzim z Francji i odpadł z turnieju.